# 郑坤廉
郑坤廉（1909年—1951年），女，广东中山人，生于日本，中国政治人物、社会活动家，政务院参事，中国国民党革命委员会中央委员会委员，中国民主同盟中央委员会委员，政协第一届全体会议候补委员。

## 家庭
丈夫张炎。